# 3,7-cm-Flak-Zwilling 43
Der 3,7-cm-Flak-Zwilling 43 (Flak = Flugabwehrkanone) war eine Flugabwehrkanone der Wehrmacht im Zweiten Weltkrieg.

## Geschichte

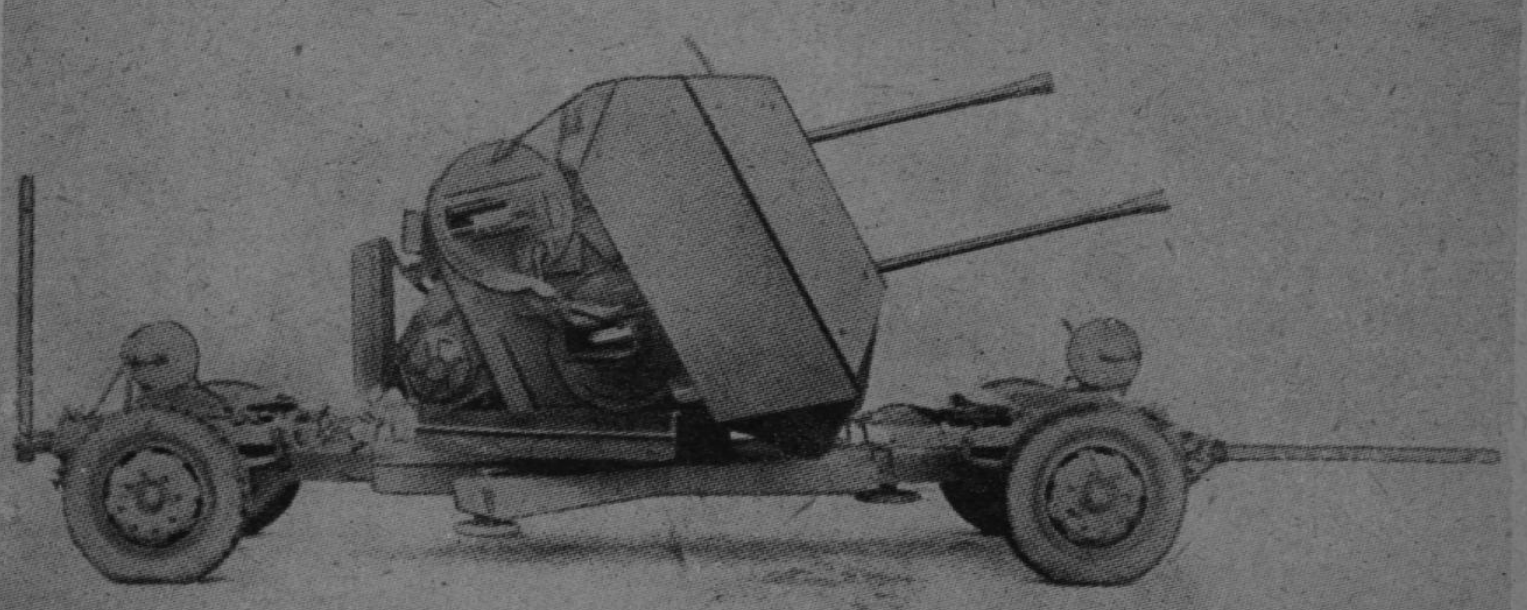
Sonderanhänger 206 mit verlasteter 3,7 cm Flak-Zwilling 43

Der 3,7-cm-Flak-Zwilling 43 war eine Weiterentwicklung der 3,7-cm-Flak 43, deren Feuergeschwindigkeit durch das zweite Rohr verdoppelt wurde. Da sich das Gewicht der Flak vergrößerte, musste ein neuer Zweiachsanhänger zum Transport verwendet werden.
Sie wurde in drei Berliner Werken (DWM, Gustav Appel, Dollberg), im Metallwerk Creussen, im Maschinen- und Apparatebau Eustergerling in Bielefeld und im Neumark-Gerätebau in Landsberg produziert.
Die Flak wog 2780 kg im Gefecht und konnte 0,685 kg schwere Sprenggranaten 4800 m hoch schießen. Die Lebensdauer eines Rohres betrug ungefähr 8000 Schuss.
Es existierten auch Versionen mit nebeneinander statt übereinander gelagerten Rohren, die beispielsweise auf U-Booten wie U 889 verwendet wurden.